# دون جونستون
دون جونستون هو دبلوماسي ومحامي وسياسي كندي، ولد في 26 يونيو 1936 في أوتاوا في كندا. حزبياً، نشط في الحزب الليبرالي الكندي. وقد انتخب عضو مجلس العموم الكندي عن دائرة سان هنري - ويستماونت ‏ (1978 – 1988).

## روابط خارجية
- دون جونستون على موقع مونزينجر (الألمانية)